# Musivavis
Musivavis (що означає «мозаїчний птах») — рід птахів з ранньокрейдової (аптської) формації Цзюфотанг провінції Ляонін, Китай. Рід містить один вид, Musivavis amabilis, відомий за майже повним, зчленованим скелетом.

## Відкриття та найменування
Зразок голотипу Musivavis, MHGU-3000, був виявлений у шарі формації Jiufotang Чаоян, провінція Ляонін, Китай. Цей зразок складається з майже повного зразка, збереженого на одній плиті.
У 2022 році Ван та ін. описав Musivavis amabilis, новий рід і вид енантіорнтових, на основі цих викопних останків. Родова назва «Musivavis» поєднує лат. musivum, що означає «мозаїка», і avis, що означає «птах». Видова назва «amabilis» є латинським словом, що означає «милий» або «красивий» щодо якості збереження голотипу.